# Lijevo Sredičko
Lijevo Sredičko est un village en Croatie situé dans le comitat de Zagreb, municipalité de Pisarovina.